# El Pescadero
Pescadero es un ejido en el municipio de La Paz en el estado mexicano de Baja California Sur. Se encuentra ubicado en el kilómetro 64 de la Carretera Federal 19 en el Océano Pacífico alrededor de 8 kilómetros al sur de Todos Santos, que está a una hora en coche al norte de Cabo San Lucas. El censo mexicano de 2005 informó de una población de 1,634 habitantes.

## Geografía física
Pescadero goza del beneficio de un microclima que lo convierte en uno de los más atractivos de Baja California Sur. Influido por el océano Pacífico, que modera las temperaturas durante todo el año, en el verano, las brisas del océano mantienen el calor en niveles soportables. En invierno, y en general hasta los meses de marzo a mayo, se caracteriza por días suavemente cálidos y descenso de las temperaturas por la noche. 
Pescadero es como un oasis en el desierto. El pueblo limita con la Sierra de la Laguna montañas al este y el Océano Pacífico al oeste. eso propicia una zona de cultivo ideal para hortalizas en Pescadero, y se pueden encontrar plantaciones de palma que coexisten con una zona residencial privada de baja densidad. A la vista encontramos siembra de fresas, tomate y albahaca, yerbabuena, etc. La mayoría de estos productos se cultivan para la exportación y terminan en los mercados y tiendas de alimentos gourmet en los Estados Unidos de América. Afortunadamente, algunos de los productos los encontramos a un costado del pueblo.

## Economía
La agricultura comercial en Pescadero prospera a causa de un abundante abastecimiento de agua subterránea abajo de las montañas. El aire, desde el océano Pacífico empuja hasta la Sierra de la Laguna de la montaña y se junta con el aire más caliente desde el Mar de Cortés. Esto da lugar a frecuentes tormentas de lluvia de montaña que persisten a través del verano y el otoño. En consecuencia, estas tormentas liberan gran cantidad de precipitaciones que llena los ríos y los acuíferos subterráneos en toda la cuenca de Todos Santos y Pescadero. Es una creencia común entre muchos de los locales que hay más agua en Todos Santos y Pescadero que Cabo San Lucas, donde las plantas de desalinización se están desarrollando con el fin de mantenerse al día con de la demanda de la meca turística. 

## Turismo
Playas para Surf hay en toda la longitud de la península de la costa del Pacífico. Dos de los mejores lugares situados en Pescadero son Los Cerritos y San Pedrito. Los Cerritos es una de las mejores playas para surfistas principiantes e intermedios, a la vez que, el rasgar contra las rocas ha causado la muerte de unas algunas personas, así que extreme precauciones. San Pedrito se considera una playa para surfistas avanzados a causa de su fondo rocoso y fuertes corrientes. 
El pueblo tiene unos pocos alojamientos, restaurantes y bares, varias tiendas de comestibles y gasolinera. La zona de playa tiene bungalows y casitas dispersados que pueden ser alquilados por la noche.